# 力度触控
力度触控（英語：Force Touch）是蘋果公司開發的技術，可以使觸控板和触摸屏區分施加在其表面上的力。它使用壓力傳感器，為Apple的設備添加另一種輸入方法。該技術於2014年9月9日在Apple Watch推出期間首次亮相。從Apple Watch開始，Force Touch已被整合到Apple陣容的許多產品中。這包括著名的MacBook和第二代妙控板。
該技術在iPhone型號上稱為三维触控（3D Touch）。該技術增加接受第三維的輸入。訪問快捷方式、預覽詳細內容、系統功能，使用者能控制輸入表面上的施加力度來選擇功能，最早由iPhone 6s开始使用，自iPhone XR后移除，改用Haptic Touch（触感触控），利用长按来替代重压操作。

## 功能
Mac上的Force Touch带来了多种功能。一些值得注意的是：
- 查找文本以显示来自、维基百科等的更多信息。
- 显示包括地址位置的蘋果地圖预览
- 将日期和事件添加到日历。
- 预览航班号，跟踪号码和事件的详细信息。
- 使用可变压力加速QuickTime和IMovie快进和倒带。

iPhone上的3D Touch带来的功能包括但不限于：
- 允许用户快速操作来从主屏幕访问多个设定的快捷方式。
- Peek和Pop允许用户预览内容并对其执行操作，而无需打开它。进一步深入，用户可以弹出应用程序中的内容。
- 压力灵敏度允许创意应用程序利用压力感应显示器，改变线条厚度或使画笔更改样式。
- 按住预览实时照片，启用多任务处理等。

Apple Watch 上的 Force Touch 带来了一些重要的功能，例如：
- 从当前表盘查看备用表盘。
- 在秒表应用程序上获取模拟、数字、图形和混合模式。
- 在日历应用程序上在日、列表或今天视图之间切换。
- 在天气应用程序上查看天气、降雨预测和温度。

## 软體
蘋果公司允许程序员将力度触控功能集成到其应用程序中。所述的应用程序接口便于下面的相互作用:
- 各 App 回應更強壓力的按壓，提供快捷方式作為附加功能。
- 绘图和创意应用程序的压力敏感度，使线条更粗，或使画笔更改样式。
- 加速器允许接收压力灵敏度，为用户提供更好的控制。比如说，媒体播放中的快进可以随着压力的增加而加快。
- 拖放可允許用戶在按住目標時對強制手勢作出反應，以便在放下時立即打開新的目標。

## 类似技术
Nokia曾在2013年推出一款名为“金手指”的项目，其中一款版本的Force Touch曾经是Lumia智能手机。它是专为用户与手机进行交互而设计的，只需将手放在手机上，与Apple生态系统中的Force Touch不同。后来改名为Nokia Lumia McLaren并由Microsoft Mobile继续开发，该设备最终于2014年7月被取消。